# شون ستريكلاند
شون ستريكلاند (بالإنجليزية: Sean Strickland؛ مواليد 27 فبراير 1991) هو مُقاتل فنون قتالية مختلطة أمريكي، يُنافس في يو إف سي، حيث كان بطل يو إف سي للوزن المتوسط السابق. وهو منافس محترف منذ عام 2008، وهو بطل ملك القفص للوزن المتوسط السابق. اعتبارًا من 23 يناير 2024، هو رقم 1 في تصنيفات الوزن المتوسط في يو إف سي، واعتبارًا من 16 ديسمبر 2024، هو رقم 14 في تصنيفات يو إف سي لأفضل المقاتلين في جميع الأوزان.

## نشأته
نشأ ستريكلاند في كورونا، كاليفورنيا، في منزل كان والده يسيء معاملته جسديًا وعقليًا. خلال طفولته المبكرة، هاجم والده بجيتار في محاولة للدفاع عن والدته. فر ستريكلاند من منزله واتصل بمسؤولي إنفاذ القانون المحليين مما أدى إلى اعتقال والده لفترة وجيزة. ومع ذلك، في اليوم التالي، تم إطلاق سراح والده من السجن حيث دفعت والدته الكفالة.
في فترة مراهقته، طور ستريكلاند علاقة وثيقة مع جده الذي كان يعتنق أيديولوجيات النازية الجديدة. تبنى آراء جده، والتي تعززت من خلال مشاهدته لفيلم التاريخ الأمريكي إكس. قال ستريكلاند عن الشخصيات في الفيلم: «لقد أحببت الحياة التي عاشوها، مجرد قمامة بيضاء قذرة، وكانوا يستحقون الاحترام، كما تعلمون؟ عندما كنت طفلاً، كان هذا شخصًا كنت أعبده كبطل، تلك الأيديولوجية».
يذكر ستريكلاند أنه طُرد من المدرسة في الصف التاسع لارتكابه جريمة كراهية، وبعد ذلك قررت والدته اصطحابه إلى صالة ألعاب رياضية للفنون القتالية المختلطة. التقى بأشخاص من أعراق مختلفة أثناء التدريب وساعدوه، وهذا حفزه على التخلي عن الأيديولوجية. صرح ستريكلاند، «ثم بدأت التدريب وفي اللحظة التي بدأت فيها التدريب، كنت أقول، 'يا رجل، أنا لا أكره أحدًا. الجميع رائعون. ثم الكثير من الأشخاص الذين ساعدوني في حياتي، لم يكونوا من البيض».
في سن الثامنة عشر، دخل ستريكلاند في مشادة عنيفة أخرى مع والده مما أدى إلى تدخل الشرطة. ومع ذلك، لم يتم توجيه أي اتهامات. بعد هذا الحدث، انتقل ستريكلاند ووالدته من منزل والده.

## مسيرته في فنون القتال المختلطة

### بدايته
ظهر ستريكلاند لأول مرة على المستوى الاحترافي في عام 2008 في منظمة ملك القفص وجمع رصيد غير مهزوم قدره 9–0 قبل مواجهة جوش براينت في نزال من على بطولة ملك القفث للوزن المتوسط في كيه أو تي سي: توحيد في 9 ديسمبر 2012. فاز ستريكلاند عبر قرار القضاة المنقسم، ثم دافع بنجاح عن لقبه ثلاث مرات قبل أن يوقع مع يو إف سي.

### يو إف سي
ظهر ستريكلاند لأول مرة في يو إف سي في يو إف سي 171 في 15 مارس 2014، في مواجهة بوبا مكدانيل. فاز ستريكلاند عن طريق الخنق العاري في الجولة الأولى.

#### العودة من الإصابة
واجه ستريكلاند أبو سفيان ماغوميدوف في 1 يوليو 2023 في حدث يو إف سي على إي إس بي إن 48. فاز ستريكلاند بالقتال عبر الضربة الفنية القاضية في الجولة الثانية. هذا الفوز أكسبه مكافأة أداء الليلة.

#### بطولة يو إف سي للوزن المتوسط
واجه ستريكلاند إسرائيل أديسانيا على لقب بطولة يو إف سي للوزن المتوسط في 10 سبتمبر 2023، في يو إف سي 293. فاز بالقتال من خلال قرار القضاة بالإجماع حيث اُعتبر مفاجأة كبيرة، حيث كان أديسانيا هو المرشح المفضل للمراهنة بنسبة 7/1. هذا الفوز أيضًا جعل ستريكلاند يحصل على ثالث مكافأة لأداء الليلة.
حصل ستريكلاند على أول دفاع عن لقبه ضد دريكوس دو بليسيس في 20 يناير 2024 في حدث يو إف سي 297. كان الثنائي حاضرين في حدث يو إف سي 296 في 16 ديسمبر 2023، جالسين في صفين قريبين بعضهما البعض بترتيب من دانا وايت. أثناء تبادل الكلمات، أشار ستريكلاند للجمهور بالابتعاد وهاجم دو بليسيس. تم فض الشجار بسرعة وتم اصطحاب ستريكلاند إلى خارج الحدث. خسر ستريكلاند النزال بقرار القضاة بالانقسام. أكسبه هذا القتال مكافأة قتال الليلة.

#### ما بعد البطولة
واجه ستريكلاند باولو كوستا في 1 يونيو 2024 في حدث يو إف سي 302. وفاز في القتال بقرار القضاة بالانقسام.
نافس ستريكلاند على لقب بطولة يو إف سي للوزن المتوسط في نزال العودة ضد البطل الحالي دريكوس دو بليسي في 9 فبراير 2025 في حدث يو إف سي 312. خسر النزال بقرار القضاة بالإجماع.

## حياته الشخصية
في عام 2017، توفي والد ستريكلاند بسبب السرطان عن عمر يناهز 50 عامًا. ووفقًا لستريكلاند، كان والده مسيئًا جسديًا ونفسيًا لكلً من شون ووالدته.
في ديسمبر 2018، صدمته سيارة أثناء ركوبه دراجة نارية في لوس أنجلوس، مما أدى إلى فقدانه الوعي. عانى من إصابات عديدة واحتاج إلى عملية جراحية في الركبة بعد الحادث.
يتدرب ستريكلاند مع زميله في وزن المتوسط في يو إف سي كريس كورتيس وهو صديق مقرب له.

### تعليقاته حول قضايا المثليين
في يناير 2022، رد ستريكلاند على سؤال في تويتر، «إذا كان لدي ابن مثلي الجنس، فسأعتقد أنني فشلت كرجل». في مايو 2022، تم تعليق حساب ستريكلاند على تويتر بسبب تعليقات تحريضية حول مواضيع مجتمع الميم قبل شهر الفخر. خلال المؤتمر الصحفي لحدث يو إف سي 297، رد ستريكلاند على مراسل سأله عن تعليقاته السابقة، وانتقد أيضًا تعامل رئيس الوزراء الكندي جاستن ترودو مع احتجاجات قافلة الحرية الكندية والحملة الإعلانية لشركة باد لايت التي تضم مؤثرًا متحولًا جنسيًا يدعى ديلان مولفاني.

في 18 يناير 2024، في يوم وسائل الإعلام يو إف سي 297، عندما ذكر أحد المراسلين تغريدة ستريكلاند المثيرة للجدل، رد ستريكلاند:
أنت جزء من المشكلة الكبرى، مخلوق ضعيف الشخصية يطرح عليّ أسئلة غبية. قبل عشر سنوات فقط، كان كونك متحولًا جنسيًا يعني أنك مريض عقليًا، لكن أشخاصًا مثلك قرروا فجأة تغيير كل شيء. أنت عدوى، أنت تعريف الضعف—كل شيء خاطئ يحدث لهذا العالم هو بسببك. الشيء الجيد هو أن العالم لم يصدق هذا—لم يصدق هذا الهراء والأجندة التي تدفع بها. هناك جنسان، ولا أريد أن يتعلم أطفالي في المدرسة ما يجب أن تكون عليه تفضيلاتهم. هذا الرجل هو العدو اللعين! انظر إلى عدو عالمنا—ها هو، يجلس هنا ويطرح أسئلته الغبية.

### تعليقاته حول حقوق المرأة
أدلى ستريكلاند بعدد من التعليقات المثيرة للجدل حول النساء وحقوقهن. فقد دعا إلى إلغاء حق المرأة في التصويت. كما دعا إلى إبعاد النساء عن القوى العاملة، وقال إنه يجب «إعادتهن إلى المطبخ». كما علق بشكل سلبي على فنون القتال المختلطة النسائية. في مقابلة، قال «بالتأكيد، يجب أن يكون هناك فنون قتالية مختلطة نسائية. لا أحب مشاهدتها. لا أعتقد أن معظم الناس يحبون مشاهدتها. إذا انفصلت فنون القتال المختلطة النسائية عن فنون القتال المختلطة للرجال، فلن يشاهد أحد هذا الهراء».

## البطولات والإنجازات
- يو إف سي
  - بطولة يو إف سي للوزن المتوسط (مرة واحدة)[50]
  - قتال الليلة (مرة واحدة) ضد دريكوس دو بليسي[32]
  - أداء الليلة (ثلاث مرات) ضد بريندان ألين، وأبو سفيان ماغوميدوف، وإسرائيل أديسانيا[21][25][51]
- ملك القفص
  - بطولة كيه أو تي سي للوزن المتوسط (مرة واحدة)
    - خمسة دفاعات ناجحة عن اللقب
- إم إم إيه جونكي
  - أفضل عودة لمقاتل للعام 2020[52]
- شيردوغ
  - أفضل عودة لمقاتل للعام 2020[53]

## سجل فنون القتال المختلطة
| السجل المهني |        |         |
| 36 نزال      | 29 فوز | 7 خسارة |
| ضربة قاضية   | 11     | 2       |
| إخضاع        | 4      | 0       |
| قرار القضاة  | 14     | 5       |

| النتيجة | السجل | الخصم                    | الطريقة                               | الحدث                                            | التاريخ        | الجولة | الوقت | المكان                                   | الملاحظات                                               |
| ------- | ----- | ------------------------ | ------------------------------------- | ------------------------------------------------ | -------------- | ------ | ----- | ---------------------------------------- | ------------------------------------------------------- |
| خسر     | 29–7  | دريكوس دو بليسي          | قرار القضاة (بالإجماع))               | يو إف سي 312                                     | 9 فبراير 2025  | 5      | 5:00  | سيدني، أستراليا                          | على لقب بطولة يو إف سي للوزن المتوسط.                   |
| فاز     | 29–6  | باولو كوستا              | قرار القضاة (بالانقسام)               | يو إف سي 302                                     | 1 يونيو 2024   | 5      | 5:00  | نيوآرك، نيو جيرسي، الولايات المتحدة      |                                                         |
| خسر     | 28–6  | دريكوس دو بليسي          | قرار القضاة (بالانقسام)               | يو إف سي 297                                     | 20 يناير 2024  | 5      | 5:00  | تورونتو، أونتاريو، كندا                  | خسر لقب بطولة يو إف سي للوزن المتوسط. قتال الليلة.      |
| فاز     | 28–5  | إسرائيل أديسانيا         | قرار القضاة (بالإجماع)                | يو إف سي 293                                     | 10 سبتمبر 2023 | 5      | 5:00  | سيدني، أستراليا                          | فاز بلقب بطولة يو إف سي للوزن المتوسط. أداء الليلة.     |
| فاز     | 27–5  | أبو سفيان ماغوميدوف      | ضربة فنية قاضية (باللكمات)            | يو إف سي على إي إس بي إن: ستريكلاند ضد ماغوميدوف | 1 يوليو 2023   | 2      | 4:20  | لاس فيغاس، نيفادا، الولايات المتحدة      | أداء الليلة.                                            |
| فاز     | 26–5  | نصر الدين إيمافوف        | قرار القضاة (بالإجماع)                | يو إف سي ليلة القتال: ستريكلاند ضد إيمافوف       | 14 يناير 2023  | 5      | 5:00  | لاس فيغاس، نيفادا، الولايات المتحدة      | نزال في وزن خفيف الثقيل.                                |
| خسر     | 25–5  | جاريد كانونير            | قرار القضاة (بالانقسام)               | يو إف سي ليلة القتال: كانونير ضد ستريكلاند       | 17 ديسمبر 2022 | 5      | 5:00  | لاس فيغاس، نيفادا، الولايات المتحدة      |                                                         |
| خسر     | 25–4  | أليكس بيريرا             | ضربة قاضية (باللكمات)                 | يو إف سي 276                                     | 2 يوليو 2022   | 1      | 2:36  | لاس فيغاس، نيفادا، الولايات المتحدة      |                                                         |
| فاز     | 25–3  | جاك هيرمانسون            | قرار القضاة (بالانقسام)               | يو إف سي ليلة القتال: هيرمانسون ضد ستريكلاند     | 5 فبراير 2022  | 5      | 5:00  | لاس فيغاس، نيفادا، الولايات المتحدة      |                                                         |
| فاز     | 24–3  | أوريا هول                | قرار القضاة (بالإجماع)                | يو إف سي على إي إس بي إن: هول ضد ستريكلاند       | 31 يوليو 2021  | 5      | 5:00  | لاس فيغاس، نيفادا، الولايات المتحدة      |                                                         |
| فاز     | 23–3  | كرزيستوف جوتكو           | قرار القضاة (بالإجماع)                | يو إف سي على إي إس بي إن: رييس ضد بروتشازكا      | 1 مايو 2021    | 3      | 5:00  | لاس فيغاس، نيفادا، الولايات المتحدة      |                                                         |
| فاز     | 22–3  | بريندان ألين             | ضربة فنية قاضية (باللكمات)            | يو إف سي ليلة القتال: فيلدر ضد دوس أنجوس         | 14 نوفمبر 2020 | 2      | 1:32  | لاس فيغاس، نيفادا، الولايات المتحدة      | نزال في الوزن الغير مقيد (195 رطلاً). أداء الليلة.       |
| فاز     | 21–3  | جاك مارشمان              | قرار القضاة (بالإجماع)                | يو إف سي ليلة القتال: هول ضد سيلفا               | 31 أكتوبر 2020 | 3      | 5:00  | لاس فيغاس، نيفادا، الولايات المتحدة      | العودة للوزن المتوسط؛ أخفق مارشمان بالوزن (187.5 رطلاً). |
| فاز     | 20–3  | نور الدين طالب           | ضربة فنية قاضية (باللكمات)            | يو إف سي ليلة القتال: فولكان ضد سميث             | 27 أكتوبر 2018 | 2      | 3:10  | مونكتون، نيو برونزويك، كندا              |                                                         |
| خسر     | 19–3  | إليزو زاليسكي دوس سانتوس | ضربة قاضية (ركلة عجلة الغزل واللكمات) | يو إف سي 224                                     | 12 مايو 2018   | 1      | 3:40  | ريو دي جانيرو، البرازيل                  |                                                         |
| فاز     | 19–2  | كورت ماكجي               | قرار القضاة (بالإجماع)                | يو إف سي ليلة القتال: بورييه ضد بيتيس            | 11 نوفمبر 2017 | 3      | 5:00  | نورفولك، فيرجينيا، الولايات المتحدة      |                                                         |
| خسر     | 18–2  | كامارو عثمان             | قرار القضاة (بالإجماع)                | يو إف سي 210                                     | 8 أبريل 2017   | 3      | 5:00  | بوفالو، نيويورك، الولايات المتحدة        |                                                         |
| فاز     | 18–1  | توم بريس                 | قرار القضاة (بالانقسام)               | يو إف سي 199                                     | 4 يونيو 2016   | 3      | 5:00  | إنغليوود، كاليفورنيا، الولايات المتحدة   |                                                         |
| فاز     | 17–1  | أليكس غارسيا             | ضربة قاضية (باللكمات)                 | يو إف سي ليلة القتال: كاوبوي ضد كاوبوي           | 21 فبراير 2016 | 3      | 4:25  | بيتسبرغ، بنسلفانيا، الولايات المتحدة     |                                                         |
| فاز     | 16–1  | إيغور أرواخو             | قرار القضاة (بالإجماع)                | يو إف سي ليلة القتال: مير ضد دافي                | 15 يوليو 2015  | 3      | 5:00  | سان دييغو، كاليفورنيا، الولايات المتحدة  |                                                         |
| خسر     | 15–1  | سانتياغو بونزينيبيو      | قرار القضاة (بالإجماع)                | يو إف سي ليلة القتال: بيغ فوت ضد مير             | 22 فبراير 2015 | 3      | 5:00  | بورتو أليغري، البرازيل                   | العودة لوزن الوسط.                                      |
| فاز     | 15–0  | لوك بارنات               | قرار القضاة (بالانقسام)               | يو إف سي ليلة القتال: مونيوز ضد موساوي           | 31 مايو 2014   | 3      | 5:00  | برلين، ألمانيا                           |                                                         |
| فاز     | 14–0  | بوبا مكدانيل             | إخضاع (خنق خلفي عاري)                 | يو إف سي 171                                     | 15 مارس 2014   | 1      | 4:33  | دالاس، تكساس، الولايات المتحدة           |                                                         |
| فاز     | 13–0  | مات لاجلر                | ضربة فنية قاضية (باللكمات)            | كيه أو تي سي: قرار منقسم                         | 29 أغسطس 2013  | 1      | 4:59  | هايلاند، كاليفورنيا، الولايات المتحدة    | دافع عن لقب بطولة كيه أو تي سي للوزن المتوسط.           |
| فاز     | 12–0  | يوسوكي ساكاشيتا          | قرار القضاة (بالإجماع)                | كيه أو تي سي: أنحاء العالم                       | 5 يوليو 2013   | 5      | 5:00  | مانيلا، الفلبين                          | دافع عن لقب بطولة كيه أو تي سي للوزن المتوسط.           |
| فاز     | 11–0  | بيل ألبريشت              | ضربة قاضية (لكمة)                     | كيه أو تي سي: الرد                               | 7 فبراير 2013  | 1      | 2:41  | لوس أنجلوس، كاليفورنيا، الولايات المتحدة | دافع عن لقب بطولة كيه أو تي سي للوزن المتوسط.           |
| فاز     | 10–0  | جوش براينت               | قرار القضاة (بالانقسام)               | كيه أو تي سي: توحيد                              | 8 ديسمبر 2012  | 3      | 5:00  | هايلاند، كاليفورنيا، الولايات المتحدة    | دافع ووحّد لقب بطولة كيه أو تي سي للوزن المتوسط.         |
| فاز     | 9–0   | براندون هانت             | ضربة فنية قاضية (باللكمات)            | كيه أو تي سي: هاردكور                            | 26 أبريل 2012  | 1      | 3:24  | هايلاند، كاليفورنيا، الولايات المتحدة    | فاز بلقب بطولة كيه أو تي سي للوزن المتوسط.              |
| فاز     | 8–0   | براندون هانت             | ضربة فنية قاضية (باللكمات)            | كيه أو تي سي: ستارة فولاذية                      | 17 ديسمبر 2011 | 1      | 3:48  | نورمان، أوكلاهوما، الولايات المتحدة      |                                                         |
| فاز     | 7–0   | بريت سبارديلا            | ضربة قاضية (باللكمات)                 | كيه أو تي سي: هدم                                | 6 أغسطس 2011   | 1      | 1:03  | ووكر، مينيسوتا، الولايات المتحدة         |                                                         |
| فاز     | 6–0   | دونافين هوكي             | إخضاع (خنق خلفي عاري)                 | كيه أو تي سي: بلاتينيوم                          | 25 نوفمبر 2010 | 1      | 1:21  | ديربان، جنوب أفريقيا                     | العودة للوزن المتوسط.                                   |
| فاز     | 5–0   | أدرييل مونتيس            | ضربة فنية قاضية (باللكمات)            | كيه أو تي سي: تحت الأرض 63                       | 2 أكتوبر 2010  | 2      | 1:05  | لوفلين، نيفادا، الولايات المتحدة         |                                                         |
| فاز     | 4–0   | جورج إنتريانو            | قرار القضاة (بالإجماع)                | لونغ بيتش فايت نايت 7                            | 3 يناير 2010   | 3      | 5:00  | لونغ بيتش، كاليفورنيا، الولايات المتحدة  |                                                         |
| فاز     | 3–0   | ويليام ويلر              | إخضاع (خنق خلفي عاري)                 | كيه أو تي سي: اهتز                               | 3 أكتوبر 2009  | 1      | 1:55  | لوفلين، نيفادا، الولايات المتحدة         | أول ظهور في وزن خفيف الثقيل.                            |
| فاز     | 2–0   | براندون إلسورث           | ضربة فنية قاضية (باللكمات)            | كيه أو تي سي: الحل الأخير                        | 14 مارس 2009   | 1      | 1:28  | لوفلين، نيفادا، الولايات المتحدة         | أول ظهور في الوزن المتوسط.                              |
| فاز     | 1–0   | تايلر بوتيت              | إخضاع (خنق خلفي عاري)                 | كيه أو تي سي: المحمي                             | 22 مارس 2008   | 2      | 1:53  | لوفلين، نيفادا، الولايات المتحدة         | أول ظهور في وزن الوسط.                                  |

## نزالات الدفع مقابل المشاهدة
| #  | الحدث        | النزال                 | التاريخ        | المكان           | المدينة                 | المبلغ      |
| -- | ------------ | ---------------------- | -------------- | ---------------- | ----------------------- | ----------- |
| 1. | يو إف سي 293 | أديسانيا ضد ستريكلاند  | 10 سبتمبر 2023 | بنك القدس أرينا  | سيدني، أستراليا         | لم يُكشف عنه |
| 2. | يو إف سي 297 | ستريكلاند ضد دو بليسيس | 20 يناير 2024  | سكوتيابانك أرينا | تورونتو، أونتاريو، كندا | لم يُكشف عنه |

## وصلات خارجية
- شون ستريكلاند على موقع يو إف سي (الإنجليزية)
- شون ستريكلاند على موقع شيردوغ (الإنجليزية)
- شون ستريكلاند على موقع Tapology.com (الإنجليزية)
- شون ستريكلاند على موقع فايت ماتريكس (الإنجليزية)
- شون ستريكلاند على موقع إي إس بي إن (الإنجليزية)
- شون ستريكلاند على موقع IMDb (الإنجليزية)